# ادمزكور (أدويران)
ادمزكور هي إحدى مشيخات المملكة المغربية، تتبع جغرافيا لإقليم شيشاوة وإداريًا لأدويران. يقدر عدد سكانها بـ 1584 نسمة حسب الإحصاء الرسمي للسكان والسكنى لسنة 2004.